# Naitō Genzaemon
Naitō Genzaemon est un nom japonais traditionnel ; le nom de famille (ou le nom d'école), Naitō, précède donc le prénom (ou le nom d'artiste).
Naitō Genzaemon (内藤 源左衛門) est un samouraï au service d'Oda Nobunaga. Il reçoit le domaine de Kameyama (d'une valeur de 200 000 koku) dans la province de Tamba.

## Source de la traduction
- (en) Cet article est partiellement ou en totalité issu de l’article de Wikipédia en anglais intitulé « Naitō Genzaemon » (voir la liste des auteurs).